# Unter Verdacht (1944)
Unter Verdacht (Originaltitel: The Suspect) ist ein in Schwarzweiß gedrehter US-amerikanischer Kriminalfilm von Robert Siodmak aus dem Jahre 1944. Er basiert auf dem Roman This Way Out von James Ronald, der an den historischen Kriminalfall um den Mörder Dr. Crippen angelehnt ist.

## Handlung
London 1902: Philip Marshall, der höfliche, aber weichliche Inhaber eines Tabakwarenladens, lebt in unglücklicher Ehe mit seiner herrischen Frau Cora. Sein Angebot, sich scheiden zu lassen, lehnt sie mit Nachdruck ab. Als Philip die junge Mary Grey kennenlernt, lebt der zurückgezogen lebende Mann auf. Die beiden verbringen heitere Abende miteinander, aber ihre Beziehung bleibt rein freundschaftlich. Nachdem Cora von Philips Freundin erfährt, kündigt sie an, Mary bei ihrem Arbeitgeber und ihrem Vermieter in Verruf zu bringen. Daraufhin erschlägt Philip seine Frau und tarnt seine Tat als Unfall. Inspektor Huxley ist überzeugt, dass Philip Cora ermordet hat, kann seinen Verdacht jedoch nicht beweisen.
Einige Monate später heiraten Philip und Mary. Philips Nachbar, der seine Frau misshandelnde Trinker Gilbert Simmons, erpresst Philip um Geld mit der Drohung, ihn andernfalls bei der Polizei des Mordes zu bezichtigen. Philip vergiftet Simmons und lässt seine Leiche verschwinden. Später überredet er Mary, seinem Sohn John nach Kanada zu folgen. Kurz vor dem Ablegen ihres Schiffes erzählt Huxley Philip, dass Simmons’ Leiche gefunden wurde und seine Frau Edith als Hauptverdächtige angeklagt werden wird. Nicht ahnend, dass Huxley nur blufft in der Hoffnung, dass Philip niemanden für sein Verbrechen verurteilt sehen will, geht Philip von Bord, um sich zu stellen.

## Hintergrund
Unter Verdacht wurde im September und Oktober 1944 gedreht und am 22. Dezember 1944 in San Francisco uraufgeführt. In die Kinos kam er am 26. Januar 1945. Universal Studios produzierte und vertrieb den Film. Am 9. Juni 1950 startete der Film in der Bundesrepublik Deutschland.
Der historische Dr. Crippen, das Vorbild der Filmfigur Philip Marshall, vergiftete seine zweite Frau Cora und mauerte Teile ihrer sterblichen Überreste im Keller seiner Londoner Wohnung ein. Später schiffte er sich mit seiner Geliebten Ethel Le Neve über Europa nach Kanada ein. Nachdem die Polizei bei einer Hausdurchsuchung die Leichenteile im Keller entdeckt hatte, wurden Crippen und Le Neve bei ihrer Ankunft verhaftet und zurück nach London gebracht. Crippen wurde verurteilt und hingerichtet, seine Geliebte freigesprochen.

## Kritik
„Ein sehr betulicher Ausflug ins Kriminalfach, der irgendwie mit Höflichkeit überfrachtet ist. […] Herr Laughton hat, nebenbei gesagt, selten eine liebenswertere Person dargestellt oder zurückhaltender agiert als in diesem Film. […] ‚Unter Verdacht‘ ist keineswegs ein langweiliger Film, aber ihm fehlt die Sorte von Spannung, die einen in einem gelungenen Melodram bei der Stange hält. Mit einem Wort, er ist zu elegant.“

„Ein atmosphärisch dichter psychologischer Kriminalfilm mit hervorragender Gestaltung der Hauptrolle.“